# Lordi

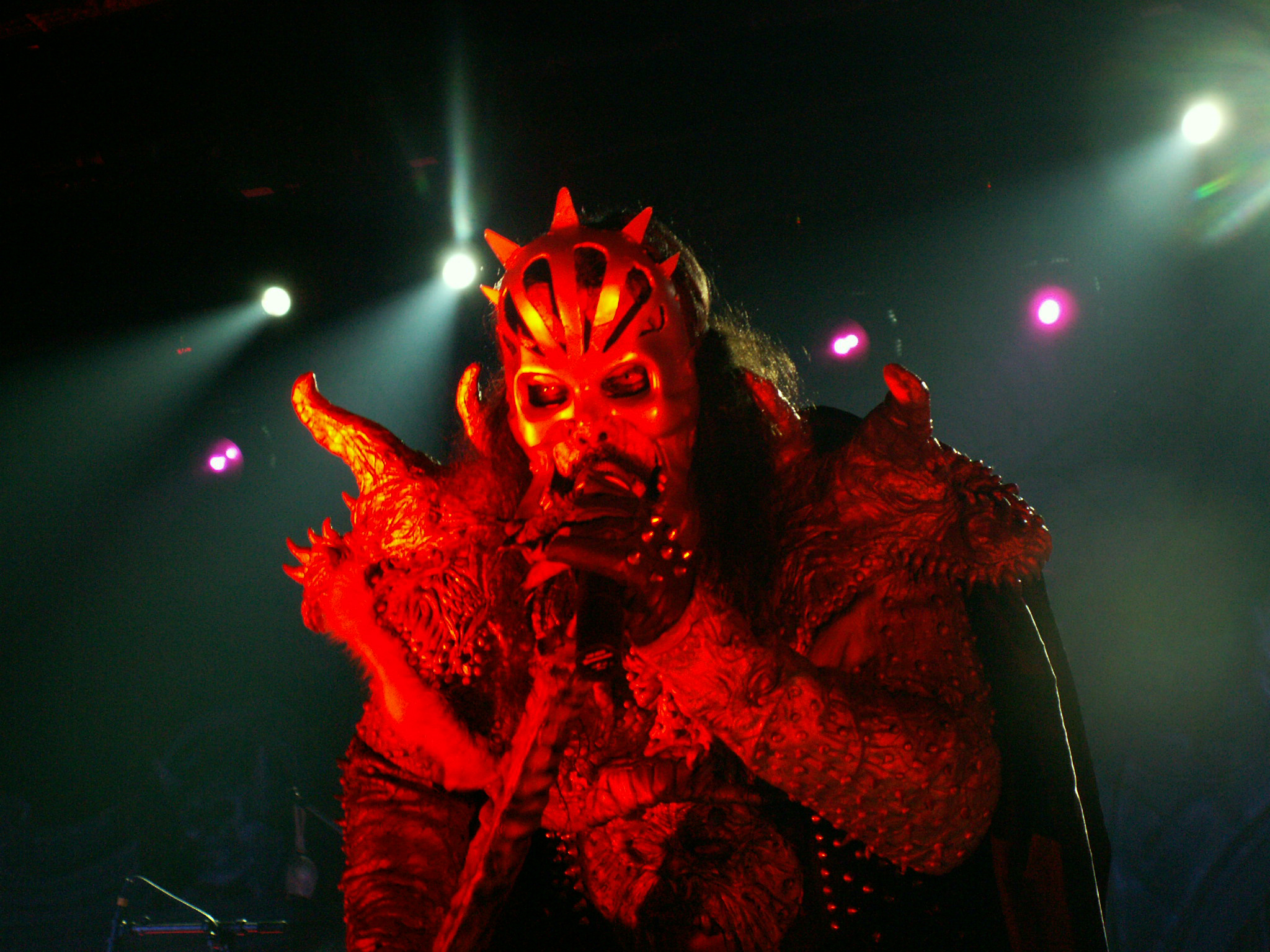
Lordi à Anvers en octobre 2006.

Lordi est un groupe de heavy metal finlandais, originaire de Rovaniemi. Formé en 1992 par Mr. Lordi, le chanteur, auteur-compositeur du groupe et créateur de costumes, le groupe possède un genre musical propre considéré sous le terme de « monster hard rock » du fait qu'ils développent une esthétique et une imagerie particulière en rapport à la thématique des monstres. Le groupe est connu pour faire toutes ses apparitions publiques déguisés en monstres, ainsi que pour sa victoire au Concours Eurovision de la chanson 2006.
Lordi possède trois produits à son nom : le Lordi Cola, les Bonbons Lordi et des pétards Lordi. Mr. Lordi a nommé une aire de la place du marché, dans le centre-ville de Rovaniemi, Lordi Square.

## Biographie

### Formation et débuts (1992–2002)
Le concept de Lordi voit le jour, alors que Mr. Lordi n'est âgé que de 18 ans. L'idée de ce projet est intimement liée à deux vocations de Mr. Lordi : le rock et le metal des années 1980 et le cinéma. Il suit des études de cinéma à Rovaniemi où il se spécialise dans le maquillage et les story-boards pour publicités et court métrage. Il doit choisir entre la musique et le cinéma et il finit par choisir la musique pensant pouvoir s'y épanouir davantage que dans la réalisation de publicités. Au tout début, Mr. Lordi conçoit le projet comme un projet solo, puisqu'il joue de tous les instruments, faisant appel de temps à autre de quelques musiciens jouant des solos de guitare ou bien de la basse.
En 1997, le guitariste Amen rejoint le projet, suivi par le claviériste Enary et le bassiste G-Stealer. C'est à partir de ce moment-là que l'activité du groupe va réellement commencer. En 1999, G-Stealer quitte le groupe et est remplacé par Magnum et Kita intègre le groupe en tant que batteur. Le combo à cinq membres désormais réuni, Lordi enregistre et envoie ses premières démos à plusieurs labels qui vont pour la plupart refuser de signer un contrat au groupe.
En 2002, Lordi parvient enfin à convaincre le label BMG Finland à signer un contrat.

### Premiers succès (2002–2005)
Le 28 octobre 2002, ils sortent leur premier single Would You Love a Monsterman ? et rencontre déjà le succès, puisque le single reste 10 semaines de suite en première place des ventes finlandaises. Leur premier album Get Heavy sort peu après et devient disque de platine en Finlande. La même année, peu avant la sortie de l'album, Magnum est remplacé par Kalma. Dès lors, le groupe attire l'attention des médias spécialisés dans le genre musical et des fans, du fait de leurs influences de la musique metal des années 1980 couplées à leur image esthétique de film d'horreur.
Le 15 avril 2004, le groupe publie leur deuxième album The Monsterican Dream, ce qui leur permet de continuer leur tournée en Europe et ainsi d'accroître leur popularité.
Le 14 février 2005, Lordi sort une compilation, The Monster Show, incluant des titres des 2 premiers albums du groupe. Cet album sort sous le label Sanctuary, ce qui leur permet d'exporter leurs albums en dehors des frontières de l'Allemagne et de la Finlande. Leurs ventes jusqu'alors étaient limitées à ces pays. Lordi a pu conclure ce contrat avec ce label grâce au bassiste du groupe Kiss, Gene Simmons. Cet album est suivi d'une grande tournée en Europe. La même année, plusieurs changements restent notables dans le line-up. Awa remplace Enary aux claviers et Ox devient le nouveau bassiste, à la suite du départ de Kalma.

### Concours Eurovision de la chanson (2006)

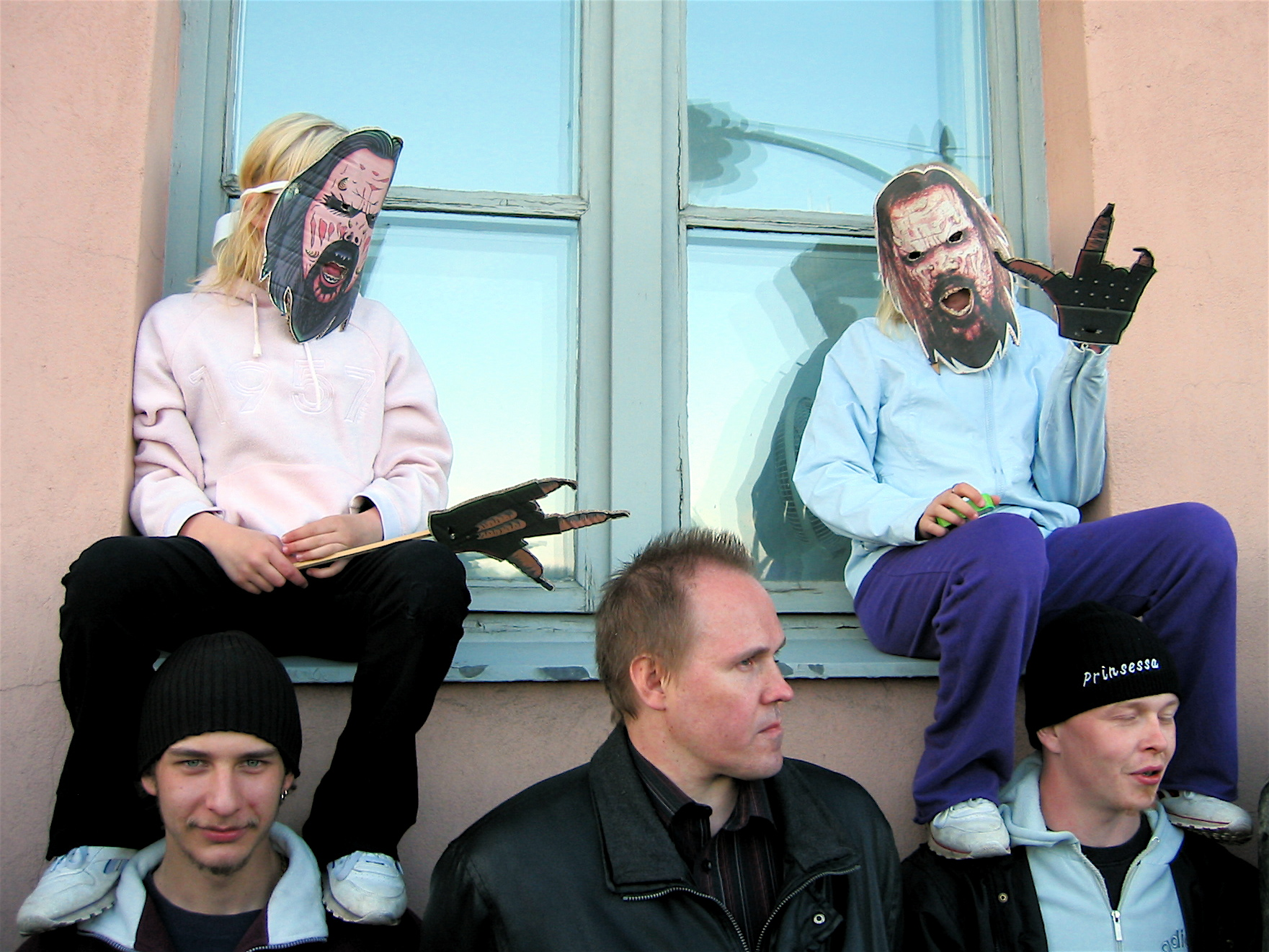
Fans sur la place du marché d'Helsinki pour célébrer la victoire de Lordi à l'Eurovision 2006.

Lordi représente la Finlande au Concours Eurovision de la chanson 2006 avec le titre Hard Rock Hallelujah. Après avoir passé avec succès la demi-finale, le groupe remporte le trophée à la surprise générale. Lordi obtient un score confortable de 292 points (record du concours jusqu'à ce qu'il soit battu en 2009 par Alexander Rybak pour la Norvège avec 387 points), le Russe Dima Bilan, deuxième du classement ne totalisant « que » 248 points. La prestation de Lordi a obtenu des points de la part de tous les pays à l'exception de l'Albanie, de l'Arménie et de Monaco. Il s'agit alors d'un changement inattendu dans la grande tradition de l'Eurovision, qui avait été connu pour donner la première place à des ballades et des artistes populaires chaque année. C'est également la première victoire de la Finlande à ce concours, leur précédent record étant la sixième place.
La candidature de Lordi à l'Eurovision fait l'objet d'une polémique en Finlande, certains groupes conservateurs ayant demandé à la présidente Tarja Halonen d'empêcher le groupe de représenter le pays. Au retour des gagnants, celle-ci leur téléphone pour les féliciter en personne. Des groupements religieux grecs avaient, en vain, protesté contre la participation du groupe au concours. Malgré cette controverse (ou peut-être grâce à elle), Lordi a obtenu de la Grèce douze points, le nombre maximal possible. Le lendemain de la cérémonie, le chef de l'Église orthodoxe grecque, l'archevêque Christodoulos a protesté contre la victoire du quintette finlandais : « Qui pouvait s'attendre à ce que notre pays et toute l'Europe accorde le premier prix à [un groupe] qui s'est présenté comme des monstres, comme des Satans ? », a-t-il demandé au cours d'un sermon. Devant la presse, le chanteur de Lordi explique que, quand on l'a appelé pour lui proposer de participer au concours de l'Eurovision, il croit d'abord à une erreur de numéro. Il explique aussi, par ironie, qu'ils se sentaient à l'Eurovision comme « des carnivores dans un restaurant végétarien ».
En France, la finale de l'Eurovision est diffusée sur la chaîne France 3 et commentée par les présentateurs Michel Drucker et Claudy Siar. Avant et après le passage de Lordi, pendant le décompte des votes, et à l'officialisation de la victoire du groupe, les deux commentateurs ont tout d'abord ironisé sur le groupe, puis crié leur colère, et enfin laissé libre cours à leur profond dépit. Ces commentaires ont été dénoncés les jours suivants par les fans de hard rock entre autres sur Internet. Une grande pétition a été lancée pour que les présentateurs s'excusent auprès des fans et du groupe, et un rendez-vous de rassemblement des fans a aussi été donné devant le siège de France Télévisions (le 3 juin 2006 à 11 h 30). « Éloignez les enfants du poste, ils vont faire des cauchemars. J'imaginais pas les Lapons comme ça. Ils seront au zoo de Vincennes à la rentrée [...]. La Finlande, qui participe depuis 44 ans à l'Eurovision, n'a jamais gagné. C'est pas avec ça qu'ils gagneront. [...] Ce show fabuleux qui va être remporté par... du hard rock. (rires) Je vais le faire écouter à ma chienne, qui va devenir dingue. »

### The ArockalypseetBabez For Breakfast(2006–2012)

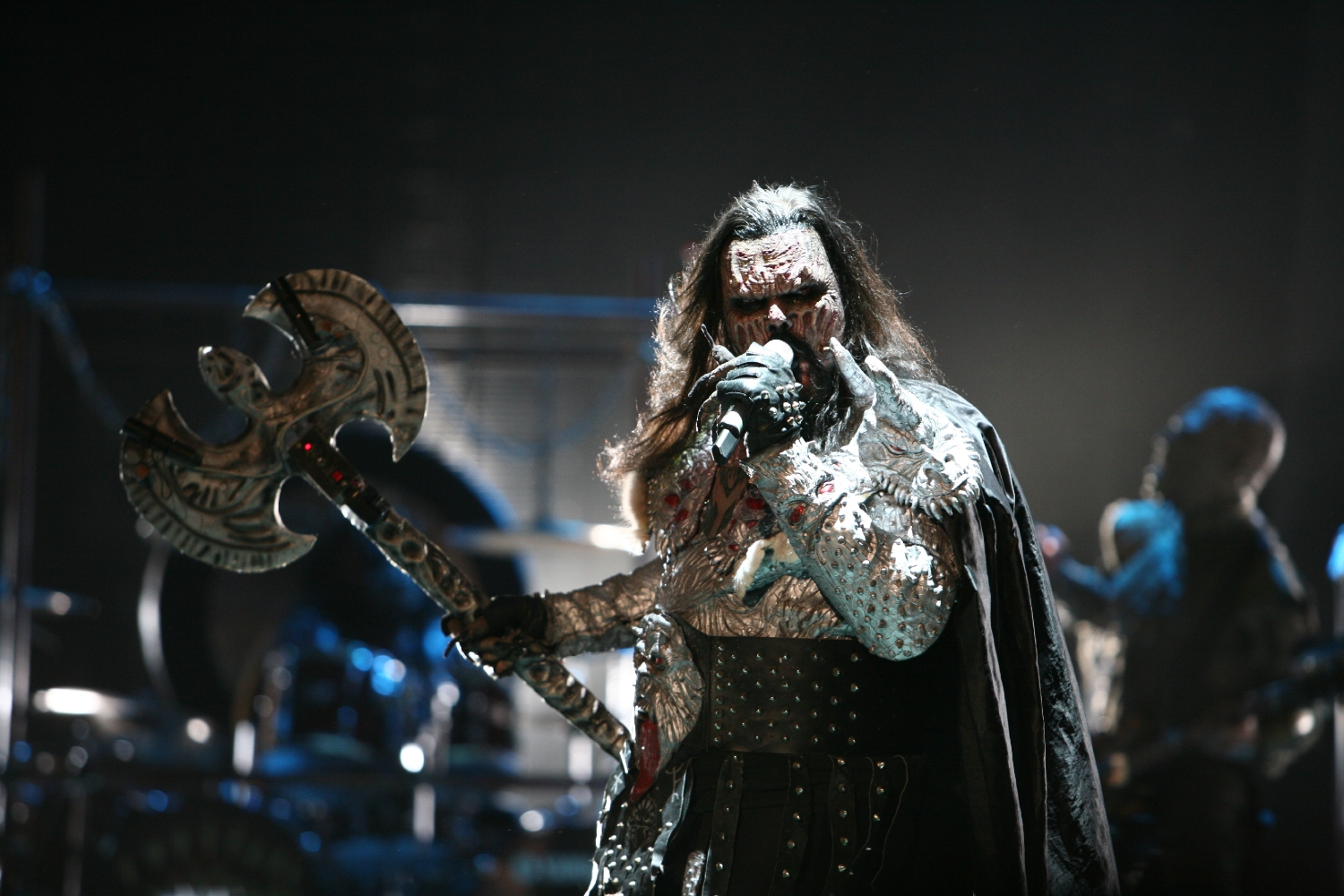
Lordi, lors de l'ouverture de l'Eurovision 2007.

Après leur victoire à l'Eurovision, le groupe donne un concert à Helsinki pour fêter sa victoire et sort son nouvel album, The Arockalypse. L'album, réalisé avec des invités exceptionnels comme Udo Dirkschneider, Bruce Kulick, Dee Snider ou bien Jay Jay French, est le premier distribué en Amérique où il reçoit de bonnes critiques et au Japon, où il est également apprécié. Grâce à cette victoire à l'Eurovision, leur album connaît du succès et permet au groupe de faire des concerts pour la première fois en dehors de l'Europe, notamment en Amérique et au Japon. Lors du concours l'Eurovision 2007, Lordi fait l'ouverture.
Un an après, en février 2008, ils sortent un film d'horreur Dark Floors. La même année, le 29 octobre, Lordi publie son quatrième album Deadache, considéré comme plus sombre que le précédent opus, et pour lequel les costumes sont renouvelés.
Le cinquième album du groupe, Babez for Breakfast, sort le 15 septembre 2010 et le premier single This is Heavy Metal le 9 août 2010. Cet opus est enregistré à Nashville dans le Tennessee avec comme nouveau producteur Michael Wagener. Le groupe envisage de faire une tournée dans toute l'Europe, mais quelques semaines avant le début de celle-ci, Kita est renvoyé du groupe pour avoir voulu présenter, à visage découvert, son side-project de country-music aux sélections finlandaises de l'édition de 2011 de l'Eurovision (où son groupe ne sera finalement pas retenu) et c'est Otus qui le remplace.
Le 15 février 2012, le groupe annonce par communiqué la mort de son batteur Otus. Il sera remplacé durant les concerts par un batteur de session nommé The Drummer. La même année, Awa annonce son départ du groupe sans en préciser les raisons. Le nouvel album est enregistré durant l'été, toujours avec Michael Wagener comme producteur. Les deux nouveaux membres : Mana (remplaçant d'Otus) et Hella (remplaçante d'Awa) sont annoncés le 17 décembre en même temps que le titre de leur prochain album To Beast or Not To Beast.

### To Beast Or Not To BeastetScare Force One(2013-2016)

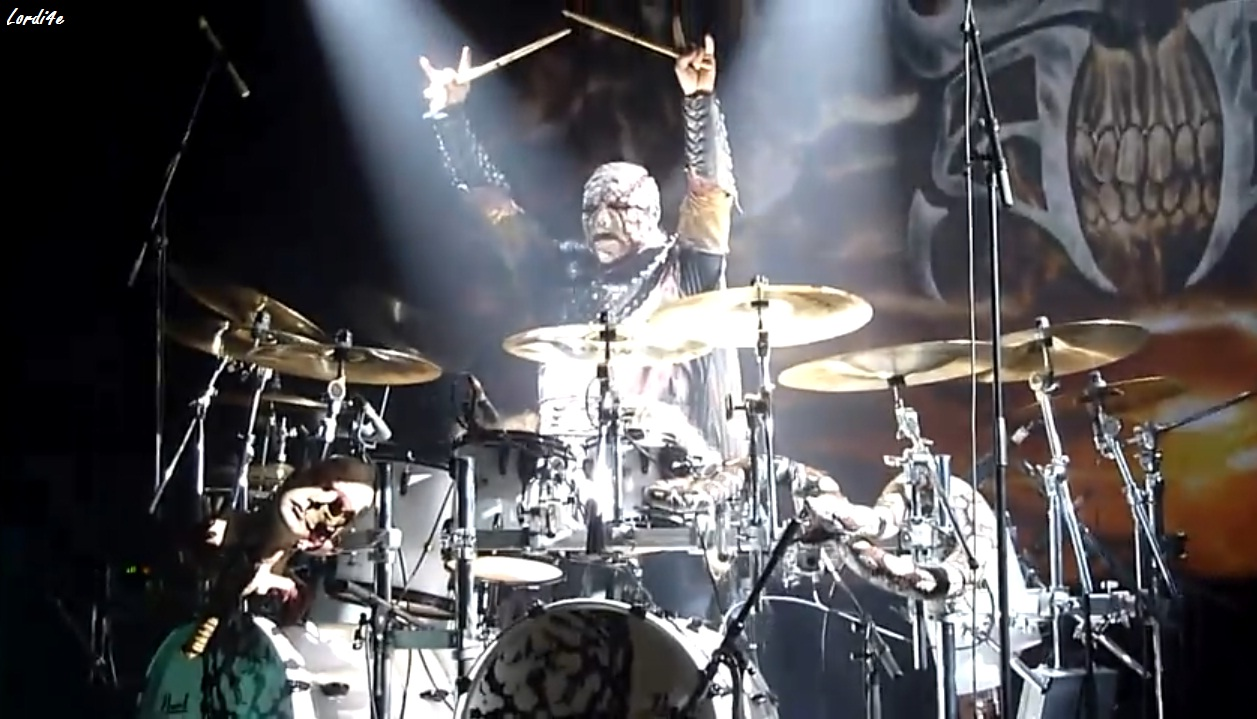
Otus (batterie) en live à Paris, le 28 novembre 2010.

Le groupe signe un contrat avec AFM Records et publie le 19 mars 2013 son nouvel album To Beast or Not To Beast. Il participe notamment au Hellfest dans la soirée du 23 juin 2013. La tournée européenne de promotion se termine en décembre 2013.
Le 1er janvier 2014, le groupe annonce qu'il va commencer le travail sur le nouvel album et que celui-ci devrait sortir dans le courant de l'année. De plus le groupe annonce les initiales de cet album : SFO. Le 31 juillet, Lordi annonce sur les réseaux sociaux que l'album sera nommé Scare Force One. Celui-ci sort le 31 octobre 2014, le jour d'Halloween, en Scandinavie et en Allemagne, la France devant attendre jusqu'au 3 novembre.

### Monstereophonic (Theaterror vs. Demonarchy)(2016-2017)
Le 29 mars 2016, pour fêter le dixième anniversaire de leur victoire au Concours Eurovision de la chanson 2006, le groupe organise une exposition de dessins rares de Mr. Lordi pour les bandes-dessinées du groupe à Kemi. Cette exposition, se déroulant du 30 avril au 3 juin 2016, inclut également des costumes du groupe, des clips vidéos, ainsi que d'autres éléments ayant été utilisés par le groupe.
Le 19 avril 2016, ils annoncent être rentré en studio pour l'enregistrement de leur nouvel album, sans donner toutefois de précisions supplémentaires. Le 13 juillet 2016, le groupe dévoile le titre de son nouvel album et sa date de sortie : il s'intitule Monstereophonic et sort le 16 septembre. Quelques jours plus tard, le groupe annonce une tournée nord-américaine, avec notamment des dates à Vancouver, Seattle, Santa Cruz ou encore Denver. Le 26 août 2016, le groupe dévoile le premier single de son nouvel album sous forme d'un clip vidéo diffusé sur Youtube. Il s'intitule Hug You Hardcore. L'album sort le 16 septembre 2016.
Après la publication de ce dernier, le groupe part en tournée à partir du 1er octobre et faisant étape dans des villes comme Leipzig, Berlin ou bien Munich. Ils sont alors accompagnés des groupes Silver Dust et Shiraz Lane. Le 2 février 2017, ils partent en tournée nord-américaine en faisant d'abord étape à Vancouver et passent par des villes comme Seattle, Portland ou bien Chicago. Cette dernière s'achève le 4 mars à Dallas.

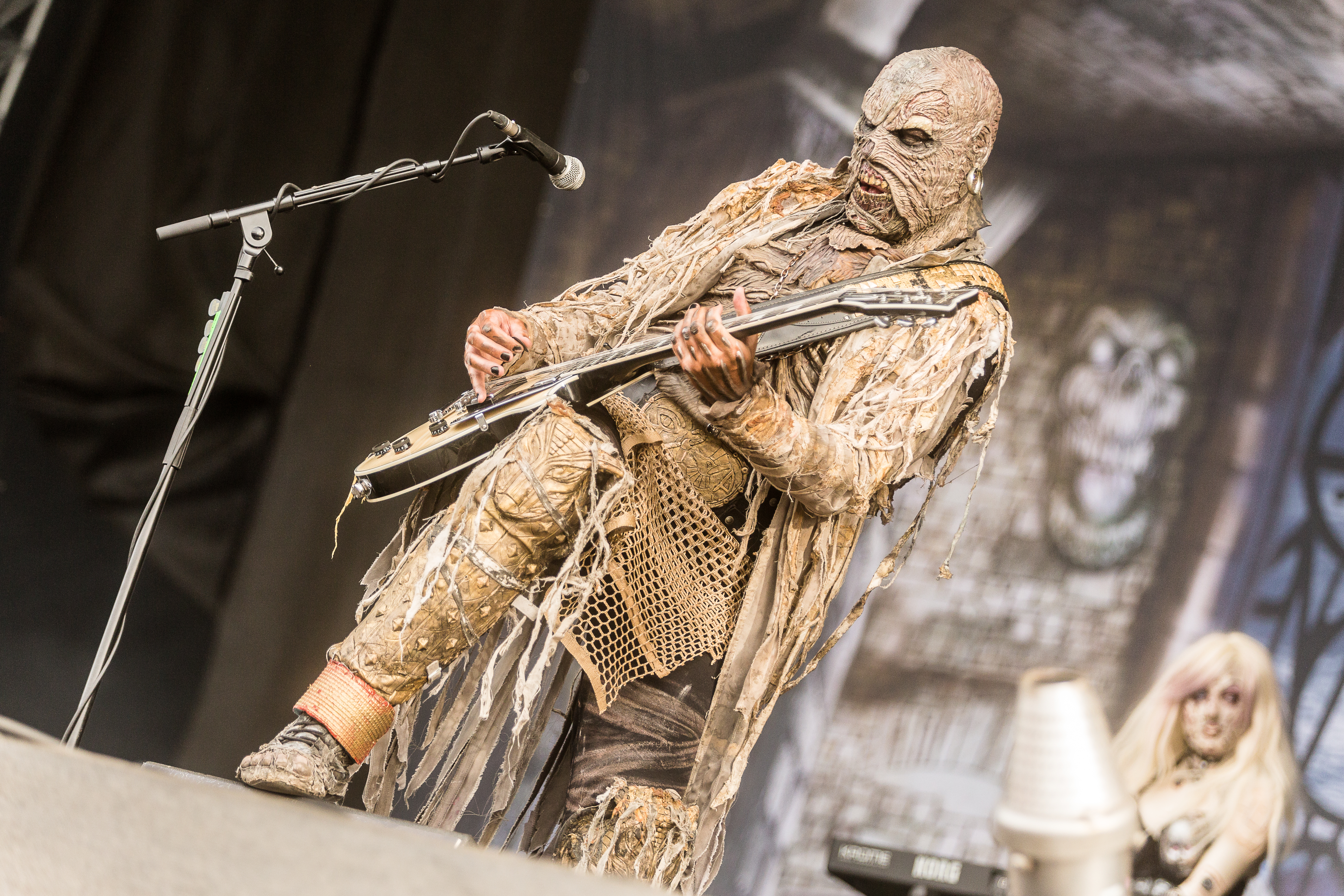
Le guitariste Amen au Rockharz 2019 en Allemagne

### Sexorcism(2018-2019)
Le 8 mars 2018, le groupe annonce la sortie de leur neuvième album studio Sexorcism pour le 25 mai 2018. La presse spécialisée le décrit alors comme « le plus controversé » de la discographie du groupe, puisqu'il comporte des contenus non censurés.
Quelques semaines avant la publication de l'album, le groupe dévoile le 4 mai 2018 un extrait de l'album, Naked in My Cellar, sous forme d'un clip vidéo diffusé sur Youtube. Le 15 mars 2019, le groupe annonce dans un communiqué le départ de son bassiste Ox après avoir écumé les festivals d'été en 2019. Ce dernier décrit ainsi l'envie de « faire autre chose » et de s'engager dans d'autres projets musicaux. Le 26 juillet 2019, le groupe publie Recordead Live – Sextourcism in Z7 sous forme d'un DVD live enregistré le 23 novembre 2018 au Z7 de Pratteln. Il s'agit alors une des dernières apparitions du bassiste.
Le remplaçant d'Ox est annoncé le 3 octobre 2019 : il s'agit alors de Hiisi, décrit alors comme « une créature reptilienne de l'Arctique ».

### Killection (A Fictional Compilation Album)et crise duCovid-19(depuis 2019)
Le 27 septembre 2019, Lordi annonce des nouvelles dates pour une tournée européenne dans le but de promouvoir leur prochain album. Ce dernier est officiellement annoncé le 9 octobre 2019, date à laquelle plus de détails sont donnés. L'album s'intitule alors Killection (A Fictional Compilation Album) et est annoncé pour le 31 janvier 2020. Mr. Lordi décrit alors le concept comme répondant à la question : "Et si Lordi existait depuis le début des années 70 ?". Il le considère alors comme un album "fictif de compilation" contenant des chansons que le groupe aurait pu écrire entre le début des années 1970 et le milieu des années 1990. Le 8 novembre 2019, le groupe dévoile un premier extrait de l'album intitulé Shake The Baby Silent.

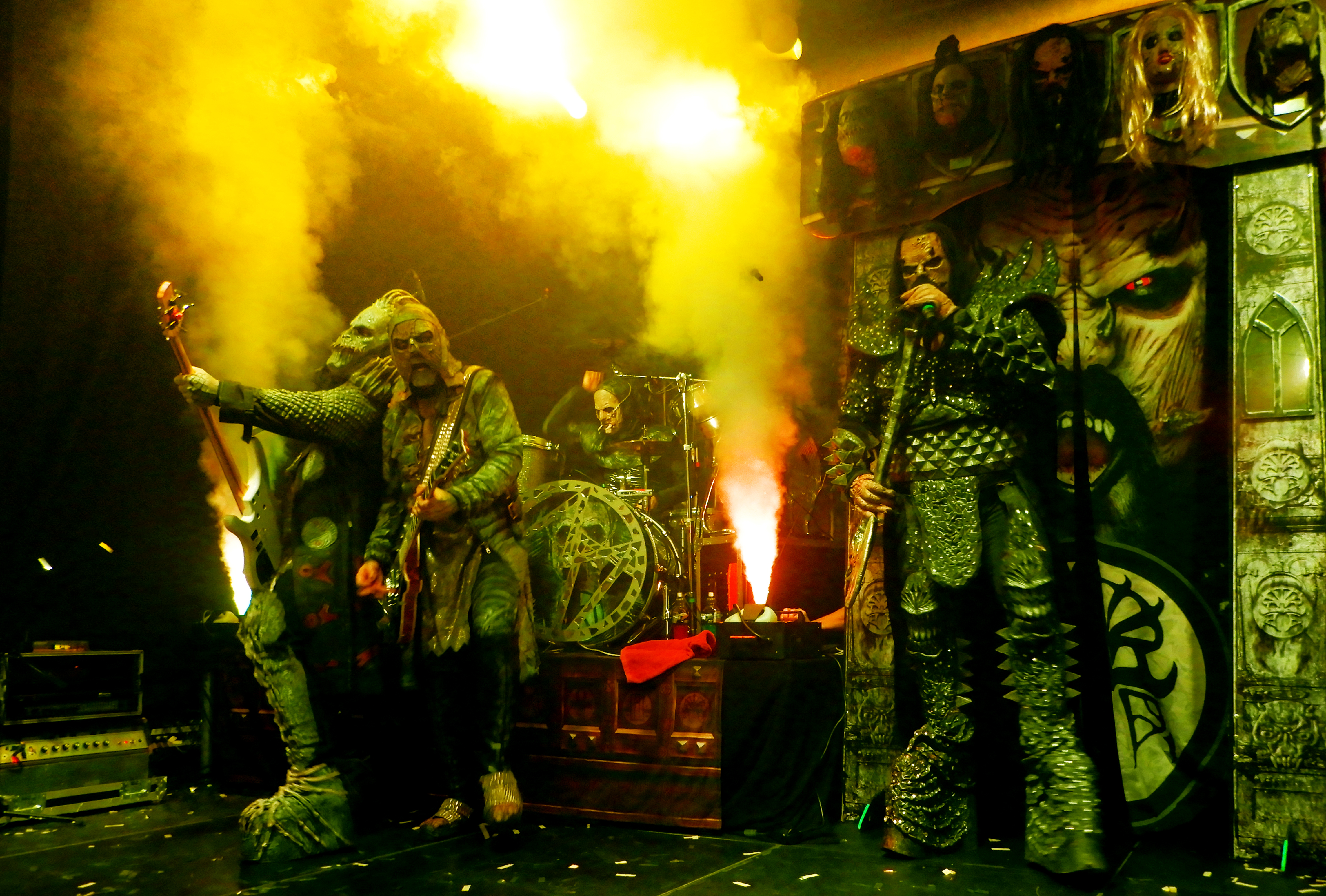
Lordi à Nantes le 3 mars 2020

Après la publication de l'album, le groupe annonce des dates de tournée devant se dérouler entre le 16 février et le 11 avril 2020 en Europe. Les premières parties annoncées pour l'ensemble de la tournée sont Almanac, Flesh Roxon, Tarchon Fist ainsi qu'Aeternitas. Cependant, en raison l'épidémie de Covid-19, le groupe se voit contraint de reporter la tournée.
Pour contenter ses fans, Lordi organise un concert en live streaming le 22 mai 2020. Depuis leur ville d'origine à Rovaniemi, ils passent en revue les classiques du groupe ainsi que certains morceaux rarement joués choisis par les fans.
Le 10 octobre 2020, une photo postée sur leur site officiel indique que le groupe retourne en studio pour enregistrer leur onzième album.

### Lordiversityet départ d'Amen (depuis 2021)
Lordi sort son coffret de 7 albums du nom de Lordiversity le 26 novembre 2021, c'est la suite logique de l'album Killection.
Le 5 mai 2022, Amen annonce sur ses réseaux sociaux et sur son site officiel  qu'il quitte Lordi, notamment à cause de tensions et conflits récurrentes dans le groupe depuis 10 ans, après 25 ans de service, avec le message d'adieu suivant : 
My beloved friends, fans and supporters.
My heart has never been as heavy as it is today. Never.
Today is the day that I have to tell you that my guitar has became silent in Lordi. I never thought I'd write these lines, but life happens and people change.
Half of my life time I gave all for my dream to be a Rock'n'Roll star. From a tiny village in Finland I got to travel the world and play for you. I made my dream come true! And it wouldn't have been possible without the support from all you amazing and crazy people. We shared so many amazing memories, all those live shows, your smiling faces in the crowd, hands on my shoulders, the gifts you gave me, the stories you told me. I will cherish those forever. And I can't thank you enough, for all that you've been giving me. All the love, the support, all of it.
THANK YOU!
A journey like this is only possible when you have hard working people around you. A thanks-to-list would be massive, but everyone who worked with me and with the band deserves my endless gratitude. From record labels to booking agencies, from managers to accounting firms, from bus drivers to catering people. Special thanks to our crew - you amazed me every day with your hard working attitude. And extra special thanks to all the guitar techs I worked with. Long days sometimes in very demanding and challenging working conditions - I salute you. Very special thanks also to all my cooperation partners during these 25 years, latest Schecter guitars, Ovation guitars, inTune Gtr picks and S.I.T Gtr strings. I've been blessed to have had a chance to work with so many great people, thank you all. Last but not least, thanks to all the past and present Lordi band members - playing together with you was the best. Let's smile when we meet - cheers!
I don't know what the future will bring, all I can tell you is that right now I'm relieved, but sad. I'm grateful but unsure where my path will take me. A big chapter of my life has come to an end, but a new one is starting and I can't wait to see what life has to offer for me.
Let's celebrate what we had together. Let's celebrate Amen-Ra. Who's in?
So be it, it shall be done, <3,
Yours,

Amen
Lordi annonce sur tous ses réseaux sociaux le 30 mai 2022, le nouveau membre officiel du groupe du nom de Kone.

## Influences
Lordi est influencé principalement par les groupes et artistes de hard rock et de heavy metal des années 1980, comme Accept, Kiss, Twisted Sister, Alice Cooper, Ozzy Osbourne.

### Line-ups
| 1992–1996 | 1996–1997 | 1997–1999 | 1999–2000 |
| --- | --- | --- | --- |
| - Mr Lordi – chanteur soliste, choeurs, guitare, basse, batterie, claviers                                             | - Mr Lordi – chanteur soliste, choeurs, batterie, claviers - Amen – guitare - G-Stealer – basse                       | - Mr Lordi – chanteur soliste, choeurs, batterie - Amen – guitare - G-Stealer – basse - Enary – claviers              | - Mr Lordi – chanteur soliste, choeurs, batterie - Amen – guitare - Magnum – basse - Enary – claviers                                                                                  |
| 2000–2002 | 2002–2005 | 2005 | 2005–2010 |
| - Mr Lordi – chanteur soliste, choeurs - Amen – guitare - Magnum – basse - Kita - batterie, choeurs - Enary – claviers | - Mr Lordi – chanteur soliste, choeurs - Amen – guitare - Kita – batterie, choeurs - Kalma – basse - Enary – claviers | - Mr Lordi – chanteur soliste, choeurs - Amen – guitare - Kita – batterie, choeurs - Kalma – basse - Awa – claviers   | - Mr Lordi – chanteur soliste, choeurs - Amen – guitare - Kita – batterie, choeurs - OX – basse - Awa – claviers, choeurs                                                              |
| 2010–2012 | 2012–2019 | 2019–2022 | 2022–present |
| - Mr Lordi – chanteur soliste, choeurs - Amen – guitare - OX – basse - Otus – batterie - Awa – claviers                | - Mr Lordi – chanteur soliste, choeurs - Amen – guitare - OX – basse - Mana – batterie - Hella – claviers             | - Mr Lordi – chanteur soliste, choeurs - Amen – guitare - Mana – batterie - Hiisi – basse - Hella – claviers, choeurs | - Mr Lordi – chanteur soliste, chœurs, guitare et claviers (seulement en studio) - Hella – claviers, chœurs - Mana – batterie, chœurs - Hiisi – basse, chœurs - Kone – guitare, chœurs |

### Membres actuels
- Mr. Lordi – chant (depuis 1992), batterie (1992–2000), guitare, basse (1992-1996)
- Hella – clavier, chant (depuis 2012)
- Mana – batterie, chant (depuis 2012)
- Hiisi - basse (depuis 2019)
- Kone - guitare électrique (depuis 2022)

### Anciens membres
- G-Stealer - basse (1996-1999)
- Magnum - basse (1999-2002)
- Kalma - basse (2002-2005)
- Enary - clavier (1997-2005)
- Kita - batterie, chant (2000-2010)
- Otus - batterie (2010-2012 ; décédé)
- Awa - clavier, chant  (2005-2012)
- Ox - basse, chant (2005-2019)
- Amen – guitare électrique, chœurs (1997-2022)

## Discographie

### Albums studio
- 1993 : Napalm Market (démo)
- 1997 : Bend Over and Pray the Lord
- 2002 : Get Heavy
- 2004 : The Monsterican Dream
- 2006 : The Arockalypse
- 2008 : Deadache
- 2010 : Babez for Breakfast
- 2013 : To Beast or Not to Beast
- 2014 : Scare Force One
- 2016 : Monstereophonic (Theaterror vs. Demonarchy)
- 2018 : Sexorcism
- 2020 : Killection (A Fictional Compilation Album)
- 2021 : Lordiversity
  - Skeletric Dinosaur
  - Superflytrap
  - The Masterbeast From The Moon
  - Abusement Park
  - Humanimals
  - Abracadaver
  - Spooky Sextravaganza Spectacular
- 2023 : Screem Writers Guild
- 2025 : Limited Deadition

### Compilations
- 2005 : The Monster Show
- 2009 : Zombilation - The Greatest Cuts
- 2012 : Scarchives Vol. 1

### Singles et EP
- 2002 : Would You Love a Monsterman?
- 2003 : Devil Is a Loser
- 2004 : My Heaven Is Your Hell
- 2005 : Blood Red Sandman
- 2006 : Hard Rock Hallelujah
- 2006 : Who's Your Daddy?
- 2006 : Would You Love a Monsterman?
- 2006 : It Snows in Hell
- 2007 : They Only Come Out at Night
- 2008 : Beast Loose in Paradise
- 2009 : Bite It Like a Bulldog
- 2008 : Famous Five
- 2008 : Deadache
- 2010 : This Is Heavy Metal
- 2010 : Rock Police
- 2013 : The Riff
- 2014 :  Nailed By the Hammer of Frankenstein
- 2016 : Hug You Hardcore
- 2018 : Your Tongue's Got The Cat
- 2018 : Naked in My Cellar
- 2019 : Shake the Baby Silent
- 2019 : I Dug a Hole in the Yard for You
- 2020 : Like A Bee To The Honey
- 2021 : Believe Me
- 2021 : Borderline
- 2021 : Abracadaver
- 2021 : Merry Blah Blah Blah
- 2022 : Demon Supreme
- 2022 : Day Off of the Devil
- 2022 : Spear of the Romans
- 2022 : Reel Monsters
- 2022 : Hard Rock Hallelujah (Feat. Bürger Lars Dietrich)
- 2023 : Lucyfer Prime Evil
- 2023 : Thing in the Cage
- 2024 : Made Of Metal
- 2024 : Syntax Terror

### Clips
- Would You Love a Monsterman? (2002)
- Devil Is a Loser (2003)
- Blood Red Sandman (2004)
- Hard Rock Hallelujah (2006)
- Who's Your Daddy? (juillet 2006)
- Would You Love a Monsterman? (Nouvelle version en novembre 2006)
- It Snows in Hell (décembre 2006)
- Hard Rock Hallelujah (Ouverture de l'Eurovision 2007)
- Bite It Like a Bulldog (2008)
- This Is Heavy Metal (2010)
- The Riff (2013)
- Nailed By The Hammer Of Frankenstein (2014)
- Scare Force One (2014)
- Hug You Hardcore (2016)
- Your Tongue's Got The Cat (2018)
- Naked in My Cellar (2018)
- I Dug a Hole in the Yard for You (2019)
- Shake the Baby Silent (2019)
- Like a Bee To the Honey (2020)
- Believe Me (2021)
- Borderline (2021)
- Abracadaver (2021)
- Merry Blah Blah Blah (2021)
- Demon Supreme (2022)
- Reel Monsters (2022)
- Lucyfer Prime Evil (2023)
- Syntax Terror (2024)

### DVDs live
- 2005[33] : The Monster Show - Scarctic Circle Gathering
- 2006 [34]: Market Square Massacre
- 2007[35] : Bringing Back the Balls to Stockholm
- 2019[23] : Recordead Live – Sextourcism in Z7

## Filmographie
- 2004 : The Kin (court métrage)
- 2008 : Dark Floors
- 2014 : Monsterman

### Comics
- Monster Magazine (2002)
- Keräilijä (2006)
- Alkuperä (2006)
- Verenjano (2007)
- Verensininen (2008)
- Graphic Novels (2013)

### Livres
- Mie Oon Lordi (2006)
- Songs For The Rockoning Day (songbook) (2007)